# Trzy kurki
Trzy kurki – tradycyjna dziecięca piosenka francuska z XVIII wieku. Melodia do tej piosenki została wykorzystana przez Wolfganga Amadeusa Mozarta w wariacjach Zwölf Variationen „Ah vous dirai-je, Maman”, przez co utwór zaczął później ulegać różnym zmianom. W Polsce piosenka jest znana pod tytułem: Trzy kurki, a słowa do polskiej wersji napisał Henryk Rostworowski.
Wersja angielska: